# Сатанистичка црква
Сатанистичка црква је религиозна организација посвећена сатанизму као кодификована у Сатанистичкој Библији. Сатанистичка црква је основана у црној кући у Сан Франциску 30. априла 1966. године, од стране Антона Шандора Левеја, који је био први свештеник овакве цркве до своје смрти 1997. године. 2001. године именован је Петер X. Жилмор на позицију великог свештеника, а седиште цркве пресељено је у Њујорк.
Сатанистичка црква не подржава хришћанска и исламска веровања о Сатани. Велики свештеник Петер Х. Жилмор описује своје чланове као "скептичне атеисте", прихватајући јеврејски корен речи "Сатана" као "противника". Црква сматра Сатану као позитивним архетипом који представља понос, индивидуализам и просветљење, и као симбол противљења аврамским веровима које је Левеј критиковао за оно што је видио као сузбијање природних инстинкта човечанства.
Сатанистичка црква описује своју структурну основу као кабал који је подземни ћелијски систем појединаца који деле основу наше "филозофије". Чланство у цркви Сатана доступно је на два нивоа: регистровано чланство и активно чланство. Регистровани чланови су они који одлуче да се афирмишу на формалном нивоу тако што ће поднети тражене информације и слати једнократну таксу за регистрацију. Активно чланство је доступно онима који желе да преузму активнију улогу у организацији и подлежу испуњењу свеобухватне апликације. Црква пружа члановима венчање, сахрану и крштење. Овакве церемоније обавља члан црквеног свештенства.
Црква одржава концепт приступа сатанизму, што је изложио Левеј, одбацујући легитимитет било које друге организације које тврде да су сатанисти. Научници се слажу да не постоји поуздано документовани случај сатаничког континуитета пре оснивања цркве Сатане. То је била прва организована црква у савременом добу која је посвећена фигури Сатане, а према Факснелду и Петерсену, црква је представљала "прву јавну, видљиву и дуготрајну организацију која је представљала прави сатанистички дискурз."

## Веровања
Црква не подржава веровање у Сатану као ентитет који буквално постоји, ни Левеј чак није подстицао обожавање Сатане као божанства. У интервјуу Давиду Шанкбонеа, високи свештеник Петер Х. Жилмор је изјавио: "Мој прави осећај је да свако ко верује у натприродне ентитете на неком нивоу је луд. Ако верују у Ђавола или у Бога, они одбијају разлог". Гилморе дефинише реч "Сатана" као "модел или облик понашања", напомињући да на хебрејском значи реч "противник" или "супарник", што се може сматрати "оним ко се бави питањима". Гилморе описује сатанизам као почетак атеизма и сматрајући да је универзум равнодушан: "Нема Бога, нема Ђавола, а то скоро да никог и не занима!" Левеј је покушао да утврди свој систем веровања у оквиру секуларистичког светског погледа који је изведен из природних наука, на тај начин пружајући му атеистичку основу за критику хришћанства и других супернатуралистичких веровања. Он је легитимизовао своју религију истичући оно што је тврдио да је његова рационална природа, супротстављајући то са оним што је видео као супернатуралистичку ирационалност устаљених религија.
Чланци цркве такође могу учествовати у систему магије коју је Левеј дефинисао као већу и мању магију. Већа магија је облик ритуалне праксе и подразумева се психодраматска оптерећења и да особа фокусира своју емоционалну енергију за одређену сврху; мања магија је пракса манипулације помоћу примењене психологије и гламура како би се појединац или ситуација савијала према нечији вољи. Иако су многе Левејове идеје обликоване око секуларног и научног погледа на свет, друге изражавају уверење да постоје разне магијске снаге у постојању; уместо да их карактеришу као натприродне, Левеј је изразио мишљење да су они били део природног света који до сада није открила наука. Веровао је да је успешна употреба магије укључивала магичара који манипулише овим природним снагама користећи снагу сопствене воље, особине религије која је упоређена са хришћанском науком и ситанологијом. Назначено у Сатанистичкој библији, Левеј је дефинисао магију као "промену ситуација или догађаја у складу са сопственом вољом, која би, применом нормално прихваћених метода, бити непроменљива".
Термин "атеистички cатанизам" је описан као "оксиморонска" од стране цркве и њеног свештенства. Сатанистичка црква одбацује легитимитет било које друге организације која тврди да су сатанисти, атеистичка или на неки други начин, преснимавање обрнутих хришћана, псеудо-сатаниста или обожаватеља Ђавола. Истакнути лидер Цркве Бланш Бартон описао је сатанизам као "поравнање и начин живота". Левеј и Црква су се залагали за став да су "сатанисти рођени, а не направљени" и да су они по природи такви, живе онако како их сматрају многи, који се сами реализују у религији која апелује да су сатанисту сасвим природни, водећи их да схвате да су сатанисти кроз проналажење система веровања који је у складу са њиховом сопственом перспективом и начином живота. Припадници филозофије описали су Сатанизам не као духовну религију већ као Прву светску прву машну религију". "Централна уверења" Цркве су формулисане у деветој сатаничкој изјави, једанаест сатанистичких правила Земље, девет сатанистичких греха и пентагоналног ревизионизма, који се редовно репродукују унутар црквеног писаног материјала Сатане.

## Историја
Године 1956. Левеј је купио кућу на Викторији у Сан Франциску, која је била скроз црно обојена. Током касних 1950-их, Левеј је одржао предавања у петак увече о окултним субјектима у својој кући. Процес писања његових предавања доводи га да дестилује своју филозофију засновану на ранијим истраживањима о темама које се сматрају бизарним, као и искуствима као психичког истраживача и хипнотизера, као и рад на карневалима. Постепено је прикупљао редовне посетиоце који су постали познати као "Маgic Circle". Током овог периода Левеј је одржао и "радионице за вештице", часове којима се женама упућују на уметност завођења и манипулације гламурним и женственим викама. Према речима социолога и подружнице ране групе Рандал Алфреда, ове "радионице" укључивале су "различите аспекте Сатанизма" и стално су се предавале у петак увече. Иако су стварни бројеви непознати, предложено је да се група састојала од око двадесет људи. Рачуни сугеришу да је "круг" укључивао ауторе, уметнике, докторе, полицајце и академика као и друге професије. 
Почетком шездесетих година Левеј је формирао групу под називом "Орден трапезоида", који је касније постао управно тело цркве Сатане. Група је укључивала: "Бароницу" Царин де Плесена, Др. Цецил Никона, Кенетх Ангера, градског проценитеља Русел Волдена и Доналд Вербија. Према историјској цркви Сатаније, други сарадници Левеја од тог времена укључују уочене научне фантастике и хорор писце Антони Боуцера, Август Дерлетха, Роберт Барбоура Џонсона, Региналд Бретнора, Емил Петаја, Стуарт Палмера, Цларк Астон Смита, Форест Ј. Аcкермана и Фритз Леибер.
Средином 60-их, пре објављивања Сатанијске библије, писци Левејеа су се дистрибуирали међу његовим кругом у облику серије радова познатих под називом "Rainbow Sheets", асортиман есеја који описују филозофију, представљен као "увод у Сатанизам". Ови есеји су касније представљени у књизи Луцифер. Поред тога, рад је описао магију и садржи упутства за праксу или ритуал.